# Andrzej Zieliński (prawnik)
Andrzej Jan Zieliński – polski prawnik, doktor habilitowany nauk prawnych, specjalizuje się w prawie rolnym, nauczyciel akademicki Uniwersytetu im. Adama Mickiewicza w Poznaniu.

## Życiorys
Pracował jako profesor nadzwyczajny w Katedrze Prawa Rolnego na Wydziale Prawa i Administracji UAM (dziekan tego wydziału w latach 1996-2002). Był ponadto wykładowcą Wyższej Szkoły Pedagogiki i Administracji im. Mieszka I w Poznaniu. Swoje artykuły publikował m.in. w „Przeglądzie Prawa Rolnego”.
Autor publikacji pt. Scalanie gruntów w prawie polskim (wyd. 1972) oraz Formy prawne gospodarowania nieruchomościami rolnymi Państwowego Funduszu Ziemi (wyd. 1980). Współredaktor (wraz z R. Budzinowskim) tomu pt. Prawo rolne. Problemy teorii i praktyki. Praca zbiorowa (wyd. 2002, ISBN 83-914887-2-1).